# هکفیلد
هکفیلد (به انگلیسی: Heckfield) یک روستا و محله مدنی در بریتانیا است که در Hart واقع شده‌است. هکفیلد ۳۳۹ نفر جمعیت دارد.